# Philocentrus argenteolus
Philocentrus argenteolus är en stekelart som beskrevs av Wallace A. Steffan 1959. Philocentrus argenteolus ingår i släktet Philocentrus och familjen bredlårsteklar.
Artens utbredningsområde är Senegal. Inga underarter finns listade i Catalogue of Life.